# Протести в Малі (2020)
Тривалі малійські протести 2020 року розпочалися 5 червня, коли протестуючі зібралися на вулицях Бамако, Малі, закликаючи Ібрагіма Бубакара Кейта піти у відставку з поста президента Малі.
- 19 червня — Десятки тисяч малійців протестували в Бамако з вимогою відставки президента Ібрагіма Бубакара Кейта.[6]

- 20 червня — ECOWAS закликав до проведення нових виборів через суперечки щодо легітимності парламентських виборів у Малі 2020 року.[6]

- 5 липня — президент Ібрагім Бубакар Кейта зустрівся з імамом Махмудом Діко, лідером протестного руху 5 червня.[7]

- 11-12 липня — протестуючі в Бамако зіткнулися з силовиками, які, як повідомляється, обстрілювали протестуючих. Принаймні 11 людей загинуло, ще 124 поранено.[8]